# ده لبیبی
ده لبیبی، روستایی از توابع بخش مرکزی شهرستان کرمان در استان کرمان ایران است.

## جمعیت
این روستا در دهستان سرآسیاب فرسنگی قرار دارد و براساس سرشماری مرکز آمار ایران در سال ۱۳۸۵، جمعیت آن زیر سه خانوار بوده‌است.
جمعیت ثابت این روستا در حال حاضر بالغ بر ۷۵۰ نفر با ۱۵۰ خانوار می باشد.
لازم به بیان است جمعیت متغیر و شناور این روستا قریب بر ۳۰۰۰ نفر می باشد.